# Viola labradorica
Espèce
Viola labradorica, ou Violette décombante, est une espèce de plantes à fleurs de la famille des Violaceae originaire d'Amérique du Nord.